# Jimmy Dorsey
James Francis Dorsey (29 de fevereiro de 1904 – 12 de junho de 1957) foi um clarinetista de jazz, trompetista, saxofonista, líder de banda e compositor norte-americano. Conhecido pelas composições I'm Glad There is You (In This World of Ordinary People) e It's the Dreamer in Me.
Foi irmão do trombonista e trompetista Tommy Dorsey (1905–1956).